# ビショップズ・ストートフォードFC
ビショップズ・ストートフォード・フットボール・クラブ（Bishop's Stortford Football Club）はイングランド・ハートフォードシャー州・ビショップズ・ストートフォードを本拠地とするサッカークラブチームである。2021-22シーズンはイスミアンリーグ・プレミアディヴィジョン（7部相当）に所属。

## クラブ概要
1876年創設。クラブ初タイトルは、1910-1911シーズンのスタンステッド&ディストレクトリーグ。1974年のFAアマチュアカップ制覇を最後にタイトルからは遠ざかっている。2002-2003シーズンにイスミアンリーグ・ファーストディヴィジョンに昇格。2004年にはイスミアンリーグ・プレミアディヴィジョンにおいて好成績を残し、カンファレンス・サウスへ昇格した。2006-2007シーズンには同リーグで5位となり、昇格プレーオフに進むが、1回戦で2位のソールズベリー・シティに2試合合計4-2で敗れ、昇格は果たせなかった。

## タイトル

### 国内タイトル
- FAアマチュアカップ:1回

1974
- FAトロフィー:1回

1981
- スタンステッド&ディストリクトリーグ:3回

1910-1911,1912-1913,1919-1920
- Saffron Waldon & District League:3回

1911-1912,1912-1913,1913-1914
- East Herts League Division One:1回

1919-1920
- スパルタンリーグ・ディヴィジョン2・イースト:1回

1931-1932
- デルフィアンリーグ:1回

1954-1955
- アセニアンリーグ・プレミアディヴィジョン:1回

1969-1970
- アセニアンリーグ・ディヴィジョン1:1回

1965-1966
- イスミアンリーグ・ディヴィジョン1:2回

1980-1981,1993-1994

### 国際タイトル
- なし

## 歴代監督
- イアン・ウォーカー（2011）

## 歴代所属選手
- ロブ・エリオット（2004）
- スティーヴ・モリソン（2004-2006）
- ドワイト・ゲイル（2011-2012）
- ジョーダン・アーチャー（2011-2012）
- ジェイミー・スラッバー  (2016-2017)